# دون ديفيس (مهندس)
دون ديفيس (بالإنجليزية: Don Davis) هو مهندس أمريكي، ولد في 18 ديسمبر 1933، وتوفي في 8 أغسطس 1962.